# Atentado contra la policía de Dallas de 2015
El atentado contra la policía de Dallas de 2015 ocurrió el 13 de junio de 2015, cuando James Boulware disparó contra el Departamento de Policía de Dallas desde una camioneta blindada con lo que parecía ser un arma semiautomática. El tiroteo se produjo en la sede del departamento en el barrio de Cedars de Dallas, Texas. A continuación, llevó a la policía en una persecución a la cercana Hutchins, donde permaneció en la furgoneta en un enfrentamiento con la policía. El enfrentamiento terminó cuando un francotirador de la policía disparó un cartucho de un rifle de calibre .50, inutilizando el bloque del motor, así como cartuchos adicionales en el vehículo para deshabilitar al conductor. Después de enviar a robots para confirmar el resultado del tiroteo y tratar de hacer entrada en el vehículo, cargas de agua se utilizaron para romper el parabrisas. Después, la policía comprobó que el sospechoso era la única persona en el vehículo y que estaba muerto. La policía también encontró cuatro bolsas fuera de la jefatura de policía que contenían bombas de tubo.

## Ataque
Aproximadamente a las 12:30 a. m. del 13 de junio, un hombre estacionó una camioneta blindada frente a la sede del Departamento de Policía de Dallas. Allí, abrió fuego con lo que parecía ser un arma semiautomática. Cuando los agentes de policía respondieron, el hombre chocó contra un coche patrulla de la policía de Dallas y comenzó a disparar contra los agentes desde el interior de la camioneta, impactando a los coches patrulla. Huyó en la furgoneta a Hutchins, Texas, 16 km al sur de Dallas, donde detuvo la camioneta en el estacionamiento de una sucursal de Jack in the Box. Más disparos fueron intercambiados con la policía, un perímetro se creó alrededor de la furgoneta, y un equipo SWAT fue llamado.
El conductor se identificó ante la policía como James Boulware y afirmó que la policía se había llevado a su hijo, que lo acusaba de «ser un terrorista». Luego, se cortó la comunicación con los oficiales después de despotricar de manera cada vez más agitada y enojada contra la policía. El conductor entonces amenazó con volar a la policía. El enfrentamiento continuó mientras oficiales de SWAT utilizaban un rifle calibre .50 para desactivar el furgón blindado. El enfrentamiento terminó cuando un francotirador disparó rondas adicionales al vehículo, matando al conductor.
La policía envió posteriormente robots que utilizaron cargas de agua para romper el parabrisas, y fueron capaces de verificar que el sospechoso era la única persona presente en el vehículo y que había fallecido. Los robots de policía también utilizaron las cargas de agua para desactivar dos conjuntos de bombas de tubo que se encontraron en la camioneta y luego destruyeron el vehículo, que fue identificado como un «vehículo de asalto para apocalipsis zombi y transporte de tropas» especialmente diseñado con troneras y ventanas blindadas. La camioneta fue destruida en una explosión controlada, debido a los temores de que estuviera aparejada con explosivos. No hubo oficiales de policía o civiles que resultaran heridos en el incidente. Cuatro bolsas sospechosas fueron encontradas en la sede de la policía, una de las cuales contenía bombas de tubo. Otra bolsa explotó mientras era movida por un robot de desactivación de explosivos de la policía, y una tercera bolsa encontrada debajo de un vehículo de la policía fue detonada por un equipo de desactivación de explosivos. A las 6:19 a. m., el edificio de la sede se confirmó libre de todos los explosivos.

## Sospechoso
Oficiales de policía de Dallas declararon inicialmente que hasta cuatro sospechosos estaban involucrados en el ataque a su sede, pero más tarde dijeron que creían que solo una persona estuvo involucrada y los informes de varios sospechosos se habían dado debido a que él cambió de posición durante el ataque. El único claro sospechoso identificado que se comunicó con la policía se identificó como James Boulware. Informes de prensa confirmaron que Boulware fue detenido en Paris, Texas, en 2013, después de un informe de violencia familiar, y varias armas de fuego que poseía también fueron confiscadas. Miembros de la familia de Boulware reportaron a las autoridades que estaban preocupados de que podría ir en un tiroteo después de que amenazó con matar a todos los miembros adultos de su familia y disparar algunas iglesias y escuelas.
Boulware más tarde profirió amenazas contra un juez en su caso de custodia infantil después de que él y la madre de su hijo de once años de edad perdieron la custodia de su hijo ante la madre de Boulware, con el argumento de que no eran aptos para la custodia del niño.

### Vehículo
El vehículo, descrito por el vendedor en Facebook como «Zombie Apocalypse Assault Vehicle and Troop Transport» («vehículo de asalto para apocalipsis zombi y transporte de tropas»), se vendió en eBay por $ 8 250 el 7 de junio de 2015, donde era descrito como un Ford E-Series modelo 1995.